# Alberto de Barcelos e Noronha
Alberto de Barcelos e Noronha (Sé, Angra do Heroísmo, ilha Terceira, Açores, 8 de Novembro de 1880 - São Pedro, Villa Maria, Angra do Heroísmo 27 de Abril de 1956) foi um político, jurista, proprietário e Aristocrata português.

## Biografia
Foi formado em direito pela Universidade de Coimbra com formatura no dia 12 de Junho de 1907 e diploma passado em 10 de Agosto de 1907.
Ao Voltar para os Açores, radicou-se na ilha Terceira onde foi nomeado por Decreto de 25 de Agosto de 1919, para o cargo de Comissário Geral da Polícia Cívica da cidade de Angra do Heroísmo, onde exerceu a sua activiade.
Foi morgado com terras na Vila do Topo e na vizinha freguesia de Santo Antão (Calheta), ilha de São Jorge e com fortes ligações familiares e políticas a algumas das principais famílias da ilha Terceira, onde igualmente era detentor de vastas áreas agrícolas. Foi morador na solar da Quinta de Villa Maria, cidade de Angra do Heroísmo.

## Relações familiares
Foi filho de Dr. José Pimentel Homem de Noronha e de D. Maria Adelaide de Barcelos Bettencourt Carvalhal, filha de Francisco de Paula de Barcelos Machado de Bettencourt (14 de Setembro de 1831 - 19 de Abril de 1907) e de Maria Isabel Borges do Canto e Teive de Gusmão (9 de Setembro de 1832 - 8 de Fevereiro de 1865).
Casou na Urzelina, Velas, ilha de São Jorge no dia 12 de Julho de 1908 com D. Ambrosina Beatriz da Silveira Noronha, filha do Dr. José Acácio da Silveira Moniz do Canto e Noronha Ponce de Leon e de D. Maria Doroteia da Silveira Noronha, em 12 de Julho de 1908, na Urzelina, Velas, ilha de São Jorge, de que teve:
1. Carlos Alberto Silveira Moniz Canto Noronha (13 de Junho de 1909 -?) casado com D. Maria Esperança Salgueiro Barcelos Bettencourt Noronha (8 de Maio de 1915 -?).
2. José Orlando Moniz do Canto Noronha casado dom D. Maria Leovigilda de Sousa Rodrigues.
3. Maria de La Salette Moniz do Canto e Noronha (15 de Maio de 1914 -?), faleceu criança.
4. Ângelo Silveira Moniz do Canto e Noronha (11 de Julho de 1921 -?), faleceu criança.